# Lonely Sea
A Lonely Sea Brian Wilson, és Gary Usher szerzeménye. Ez volt Brian első Usherrel irt dala, és még a Surfin' Safari ülésein fették fel. A dal a Surfin' U.S.A. albumon található. A digitaldreamdoor.com a "100 legjobb surf rock szám" listáján a Lonely Sea a 25. helyen végzett

## Zenészek
- Mike Love – vokál
- David Marks – gitár
- Brian Wilson – basszusgitár, szólóvokál
- Carl Wilson – gitár, vokál
- Dennis Wilson – dobok, vokál

## A dal felépítése
A dal eredetileg C-dúrban van. A dalon végigvonuló, osztinátószerü akkordsor: C, Bb, Ab, G, már Wilson későbbi, fatálisan melankolikus hangulatú dalait idézi.